# Jean-Baptiste Martin-Saint-Prix
Jean-Baptiste Martin-Saint-Prix, né le 12 juin 1734 à Morvillers-Saint-Saturnin (Somme), mort le 28 avril 1803 à Lahaye-Saint-Romain (Somme), est un homme politique de la Révolution française.

## Mandat à la Convention
La France devient une monarchie constitutionnelle en application de la constitution du 3 septembre 1791. En septembre 1791, Jean-Baptiste Martin-Saint-Prix est élu député suppléant du département de la Somme, le quatrième et dernier, à l'Assemblée nationale législative, où il n'est pas appelé à siéger.
La monarchie prend fin à l'issue de la journée du 10 août 1792 : les bataillons bretons et marseillais et les insurgés des faubourgs de Paris prennent le palais des Tuileries. Louis XVI est destitué et incarcéré avec sa famille à la tour du Temple.
En septembre 1792, Jean-Baptiste Martin-Saint-Prix est élu député du département de la Somme, le dixième sur treize, à la Convention nationale.
Il siège sur les bancs de la Plaine mais affiche des proximités avec les députés de la Gironde. Lors du procès de Louis XVI, il vote la détention durant la guerre et le bannissement à la paix, et se prononce en faveur de l'appel au peuple et du sursis à l'exécution. En avril 1793, il vote en faveur de la mise en accusation de Jean-Paul Marat : « J'ai été convaincu des crimes de Louis le dernier ; je le suis aussi de ceux de Marat ». En mai, il est absent lors du scrutin sur le rétablissement de la Commission des Douze. Après les journées du 31 mai et du 2 juin, au terme desquelles vingt-deux députés girondins sont décrétés d'arrestation, Martin-Saint-Prix, ainsi que neuf de ses collègues députés samariens, signe une protestation contre le coup de force à la Convention.
Il est ensuite président du canton de Poix-de-Picardie.

## Sources
1. ↑  Laurent, Émile (1819-1897), Mavidal, Jérôme (1825-1896) et Pionnier, Constant (1857-1924), « Archives parlementaires de 1787 à 1860, Première série, tome 34, Liste des députés » , sur www.gallica.bnf.fr, 1890-1897 (consulté le 28 septembre 2024)
2. ↑  Ducom, André Jean (1861-1923), Lataste, Lodoïs (1842-1923) et  Pionnier, Constant (1857-1924), « Archives parlementaires de 1787 à 1860, Première série, tome 52, Liste des députés par départements » , sur www.gallica.bnf.fr, 1897-1913 (consulté le 28 septembre 2024)
3. ↑  Froullé, Jacques-François (≈1734-1794), « Liste comparative des cinq appels nominaux. Faits dans les séances des 15, 16, 17, 18 et 19 janvier 1793, sur le procès et le jugement de Louis XVI [...] » , sur www.gallica.bnf.fr, 1793 (consulté le 28 septembre 2024)
4. ↑  Ducom, André Jean (1861-1923), Lataste, Lodoïs (1842-1923) et Pionnier, Constant (1857-1924), « Archives parlementaires de 1787 à 1860, Première série, tome 62, séance du 13 avril 1793 » , sur www.gallica.bnf.fr, 1897-1913 (consulté le 28 septembre 2024)
5. ↑  Ducom, André Jean (1861-1923), Lataste, Lodoïs (1842-1923) et Pionnier, Constant (1857-1924), « Archives parlementaires de 1787 à 1860, Première série, tome 65, séance du 28 mai 1793 » , sur www.gallica.bnf.fr, 1897-1913 (consulté le 28 septembre 2024)
6. ↑  Laurent Brassart, « Les voies enchevêtrées de la mobilisation politique : l'échec de la révolte anti-montagnarde dans un département modéré (juin 1793) », Revue d’histoire moderne & contemporaine, vol. 571, no 1,‎ 18 mai 2010, p. 25–46 (ISSN 0048-8003, DOI 10.3917/rhmc.571.0025, lire en ligne, consulté le 28 septembre 2024)

- « Jean-Baptiste Martin-Saint-Prix », dans Adolphe Robert et Gaston Cougny, Dictionnaire des parlementaires français, Edgar Bourloton, 1889-1891 [détail de l’édition]